# Mistrzostwa Ameryki Południowej w Piłce Ręcznej Kobiet 2013
Mistrzostwa Ameryki Południowej w Piłce Ręcznej Kobiet 2013 – dziewiąte mistrzostwa Ameryki Południowej w piłce ręcznej kobiet, oficjalny międzynarodowy turniej piłki ręcznej o randze mistrzostw kontynentu organizowany przez PATHF mający na celu wyłonienie najlepszej żeńskiej reprezentacji narodowej w Ameryce Południowej. Odbył się w dniach 19–23 marca 2013 roku w Mar del Plata. Mistrzostwa były jednocześnie eliminacjami do Mistrzostw Ameryki 2013.

## Informacje ogólne
Zawody odbyły się systemem kołowym, a ich stawką prócz medali było również pięć miejsc w Mistrzostwach Ameryki 2013. W celu promowania rozwijających się w tej dyscyplinie krajów zastosowano zawiły system gwarantujący im minimum jedno miejsce. Aby zakwalifikować się do turnieju finałowego, najsilniejsze cztery zespoły (Argentyna, Brazylia, Chile, Urugwaj) musiały zająć cztery czołowe miejsca, jeśli zaś któreś z nich znalazło się na niższej pozycji, nie uzyskiwało awansu.
Po jednym spotkaniu odbyło się w Estadio Polideportivo Islas Malvinas i Gimnasio Banco Provincia, pozostałe zaś zostały rozegrane w mieszczącej 1500 osób hali Estadio Once Unidos w Mar del Plata.
W turnieju zwyciężyły Brazylijki, zaś najwięcej bramek zdobyła Alexandra do Nascimento.

## Mecze
| 19 marca 201314:00 | Brazylia | 41:17(23:9) | Chile | Estadio Once Unidos, Mar del Plata |
| 19 marca 201314:00 |          | 41:17(23:9) |       | Estadio Once Unidos, Mar del Plata |

| 19 marca 201316:00 | Urugwaj | 25:26(13:15) | Paragwaj | Estadio Once Unidos, Mar del Plata |
| 19 marca 201316:00 |         | 25:26(13:15) |          | Estadio Once Unidos, Mar del Plata |

| 19 marca 201320:30 | Argentyna | 34:17(17:9) | Wenezuela | Gimnasio Banco Provincia, Mar del Plata |
| 19 marca 201320:30 |           | 34:17(17:9) |           | Gimnasio Banco Provincia, Mar del Plata |

| 20 marca 201312:00 | Paragwaj | 9:41(3:20) | Brazylia | Estadio Once Unidos, Mar del Plata |
| 20 marca 201312:00 |          | 9:41(3:20) |          | Estadio Once Unidos, Mar del Plata |

| 20 marca 201314:00 | Wenezuela | 22:41(9:21) | Urugwaj | Estadio Once Unidos, Mar del Plata |
| 20 marca 201314:00 |           | 22:41(9:21) |         | Estadio Once Unidos, Mar del Plata |

| 20 marca 201316:00 | Chile | 11:27(5:15) | Argentyna | Estadio Once Unidos, Mar del Plata |
| 20 marca 201316:00 |       | 11:27(5:15) |           | Estadio Once Unidos, Mar del Plata |

| 21 marca 201312:00 | Chile | 21:21(13:9) | Paragwaj | Estadio Once Unidos, Mar del Plata |
| 21 marca 201312:00 |       | 21:21(13:9) |          | Estadio Once Unidos, Mar del Plata |

| 21 marca 201314:00 | Brazylia | 55:14(27:8) | Wenezuela | Estadio Once Unidos, Mar del Plata |
| 21 marca 201314:00 |          | 55:14(27:8) |           | Estadio Once Unidos, Mar del Plata |

| 21 marca 201316:00 | Argentyna | 28:17(16:8) | Urugwaj | Estadio Once Unidos, Mar del Plata |
| 21 marca 201316:00 |           | 28:17(16:8) |         | Estadio Once Unidos, Mar del Plata |

| 22 marca 201312:00 | Wenezuela | 24:33 | Chile | Estadio Once Unidos, Mar del Plata |
| 22 marca 201312:00 |           | 24:33 |       | Estadio Once Unidos, Mar del Plata |

| 22 marca 201314:00 | Brazylia | 46:13 | Urugwaj | Estadio Once Unidos, Mar del Plata |
| 22 marca 201314:00 |          | 46:13 |         | Estadio Once Unidos, Mar del Plata |

| 22 marca 201316:00 | Argentyna | 24:14 | Paragwaj | Estadio Once Unidos, Mar del Plata |
| 22 marca 201316:00 |           | 24:14 |          | Estadio Once Unidos, Mar del Plata |

| 23 marca 201312:00 | Brazylia | 37:23(20:5) | Argentyna | Estadio Polideportivo Islas Malvinas, Mar del Plata |
| 23 marca 201312:00 |          | 37:23(20:5) |           | Estadio Polideportivo Islas Malvinas, Mar del Plata |

| 23 marca 201314:00 | Paragwaj | 32:19(16:8) | Wenezuela | Estadio Once Unidos, Mar del Plata |
| 23 marca 201314:00 |          | 32:19(16:8) |           | Estadio Once Unidos, Mar del Plata |

| 23 marca 201316:00 | Urugwaj | 24:22(13:9) | Chile | Estadio Once Unidos, Mar del Plata |
| 23 marca 201316:00 |         | 24:22(13:9) |       | Estadio Once Unidos, Mar del Plata |

## Klasyfikacja końcowa
| Miejsce | Reprezentacja | Uwagi                           |
| ------- | ------------- | ------------------------------- |
| złoto   | Brazylia      | awans: Mistrzostwa Ameryki 2013 |
| srebro  | Argentyna     | awans: Mistrzostwa Ameryki 2013 |
| brąz    | Paragwaj      | awans: Mistrzostwa Ameryki 2013 |
| 4       | Urugwaj       | awans: Mistrzostwa Ameryki 2013 |
| 5       | Chile         | -                               |
| 6       | Wenezuela     | awans: Mistrzostwa Ameryki 2013 |